# 塞尔维亚驻上海总领事馆
塞尔维亚驻上海总领事馆是塞尔维亚共和国派驻于中华人民共和国上海市的总领事馆，坐落在上海市荣华东道60弄1号里昂花园801室。

## 历史
1998年6月15日，南斯拉夫联盟共和国在上海市开设总领事馆，其后该馆又由其继承者塞爾維亞與蒙特內哥羅继承，2006年，黑山脱离邦聯独立，由塞尔维亚继承总领事馆。

## 领区
塞尔维亚驻上海总领事馆领区包括上海市、浙江省、江苏省、安徽省、江西省、福建省。